# Přetížení
Přetížení (též gravitační přetížení) je ve fyzice síla, která působí na objekt v důsledku zrychlení soustavy. Přetížení je spojeno s vektorovou fyzikální veličinou tíha, která je značená G a je definována jako tlak na podložku nebo tah na závěs. Přetížení je opakem stavu beztíže.
Přetížení (přestože fyzikální veličina tíha má jednotky Newtony) se obvykle vyjadřuje jako násobek příslušné tíhové síly (2G, 3G, event. 2g, 3g). Subjektivně se přetížení projevuje tak, že pokud na 80 kg člověka působí směrem k nohám přetížení 3G, cítí se, jako by měl přibližně 240 kg.
Tíha je úzce spojena s tíhovou silou FG. Ve směru kolmém působí díky tíhovému zrychlení g tíhová síla FG. V tomto směru na člověka přirozeně působí tíha 1G. Přetížení je tedy obecně stav, kdy na těleso působí tíha větší než odpovídající tíhová síla. Vzhledem k fyziologii člověka závisí účinek přetížení na jeho velikosti, době působení a směru působení. Krátkodobě je člověk schopen snést i 30G.

## Vznik přetížení

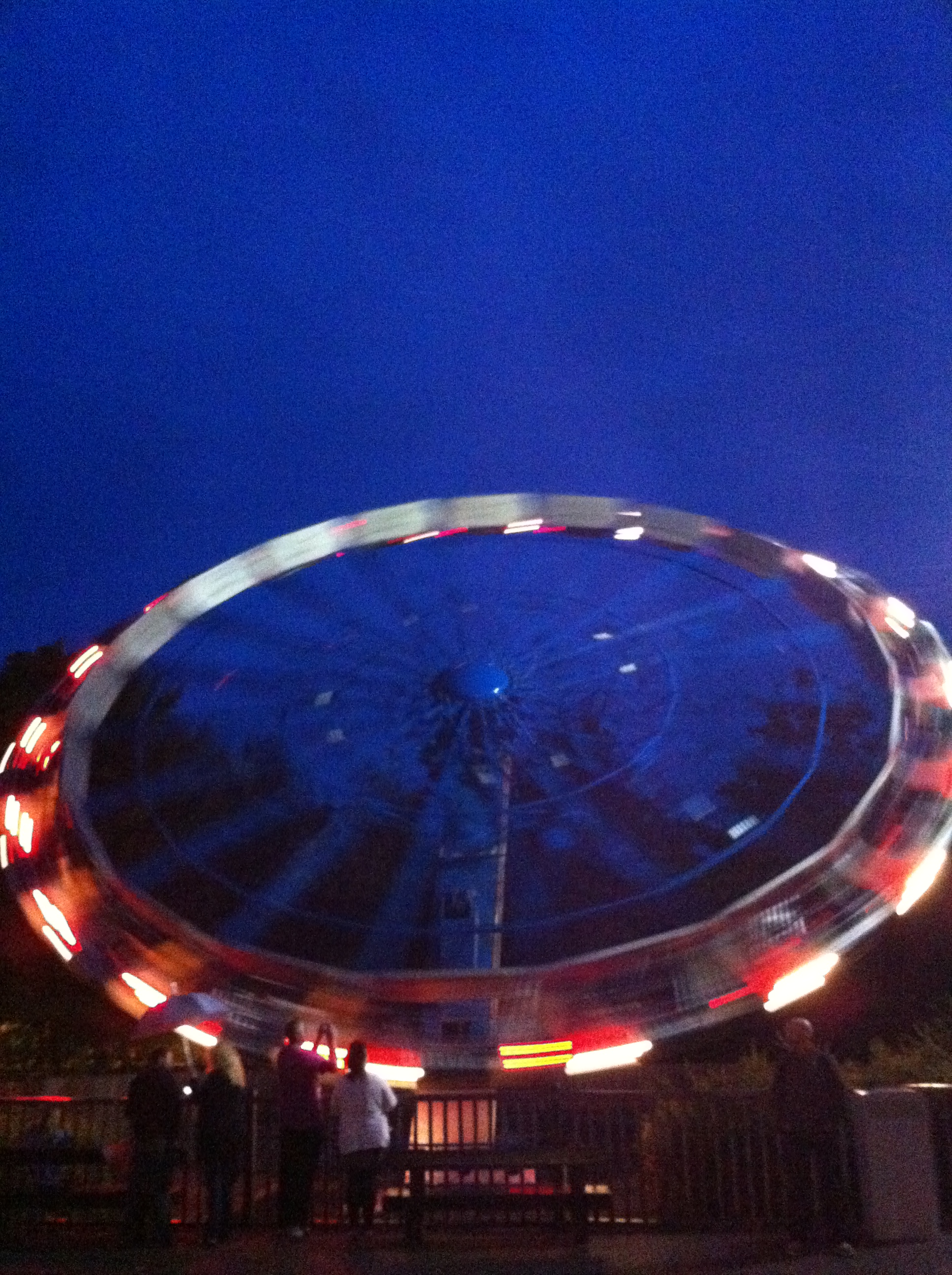
Centrifuga způsobuje přetížení změnou směru.

Přetížení z hlediska vzniku některé zdroje dělí na:
- Lineární – zrychlení vzniká změnou rychlosti, bez změny směru. Ani stíhací letadla ale nevyvíjejí taková lineární zrychlení, aby přetížení z lineárního zrychlení bylo pro člověka nebezpečné.
- Radiální – zrychlení je způsobeno změnou směru pohybu. Vzniká setrvačná odstředivá síla, při které které mohou dosahovat přetížení vysokých hodnot.

Pro vznik přetížení je podmínkou, aby na těleso působilo kromě tíhového zrychlení g ještě jiné zrychlení, což znamená, že těleso musí zrychlovat, zpomalovat nebo měnit směr pohybu. Vysoké hodnoty přetížení zažívají piloti stíhacích letadel nebo Formule 1. Veřejnosti jsou zážitky spojené s přetížením nabízeny na různých typech kolotočů. Centrifuga nebo tzv. kladivo (Space booster) způsobují přetížení na základě změny směru, horská dráha kombinuje lineární zrychlování a změnu směru. Kolotoče, zejm. při změně směru, mohou způsobovat (spíše krátkodobé) přetížení i 4 - 5G. Přetížení nastává i při doskoku z výšky (náhlém zpomalení), ovšem po velmi krátkou dobu.

## Tíha a tíhová síla
Na všechna tělesa v gravitačním poli působí gravitační síla. Pokud těleso rotuje (např. rotace Země), přidává se ke gravitační síle síla setrvačná odstředivá. Výsledkem jejich vektorového součtu je tíhová síla. K jejímu určení je potřeba tíhové zrychlení g, jehož hodnota na povrchu Země je přibližně 9,81 m/s2.
Zrychlení, tíhová síla i tíha jsou vektory a mají tedy směr, který se může různě kombinovat. Pro kolmý směr, ve kterém působí tíhová síla, platí:
{\displaystyle G=m\times (g\pm a)}
kde G je tíha, g je tíhové zrychlení, a je zrychlení tělesa způsobené vnější silou a m je hmotnost tělesa. Jednotkou tíhy je Newton, stejně jako jednotkou tíhové síly. Tíhová síla se vypočítá obdobným způsobem:
{\displaystyle F_{G}=m\times g}
Tíhová síla FG je na povrchu Země stejná. Tíha se ale může měnit podle zrychlení soustavy způsobované vnější silou.
Mohou tedy nastat případy:
- {\displaystyle \mid G\mid >\mid F_{G}\mid } – těleso se nachází ve stavu přetížení, tíha má vyšší hodnotu než příslušná tíhová síla,
- {\displaystyle \mid G\mid =\mid F_{G}\mid } – těleso se nachází „v klidu“, tíha je rovna tíhové síle,
- {\displaystyle \mid G\mid <\mid F_{G}\mid } – stav „odlehčení“, opak přetížení,
- {\displaystyle \mid G\mid =0N} (též 0G) – stav beztíže.

Vysokým hodnotám přetížení jsou vystaveni zejména piloti stíhacích letadel. Minimalizací účinků přetížení při letu se zabývá letecká ergonomie – obor, kde spolupracují lékaři a konstruktéři letadel pro optimalizaci polohy těla pilota během letu.

## Příklady vzniku přetížení
Na Zemi působí na všechna tělesa tíhová síla přirozeně kolmo dolů. Na stojícího člověka tak působí přirozeně tíha 1G směrem k nohám. V ostatních směrech nepůsobí žádná síla.

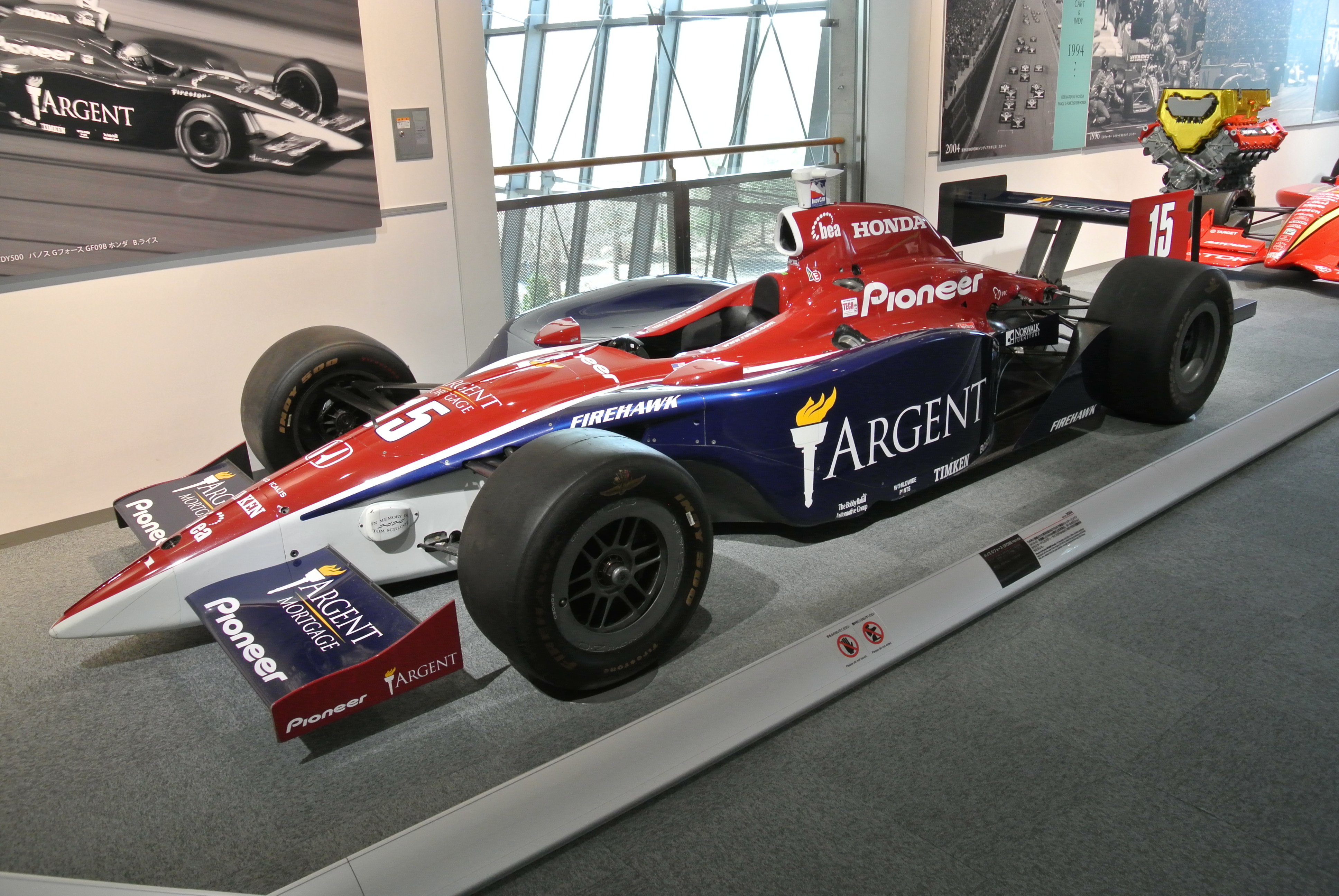
Piloti F1 zažívají přetížení běžně.

Kdyby stál v rychlovýtahu a ten začal zrychlovat směrem vzhůru, bude na něj působit přetížení například 1,5G směrem k nohám (o 0,5G více). Přetížení má vždy opačný směr než směr zrychlování soustavy. Výtah zrychluje vzhůru, přetížení tedy působí směrem dolů (k nohám).
Kdyby člověk v té samé situaci ležel na zádech, bylo by přirozené, že na něj působí tíha 1G, ale tentokrát ve směru od hrudníku k zádům. V případě stejného rychlovýtahu by působilo přetížení také 1,5G, které by tlačilo na hrudník a člověku by se mohlo hůře nadechovat.
Při sedu působí na člověka přirozeně tíha 1G směrem dolů (do sedačky). Směrem do opěradla nepůsobí žádná síla, tíha v tomto směru je tedy 0G. Začne-li stíhačka nebo formule zrychlovat, bude na člověka působit tíha například 2G směrem na hrudník, tzn. do opěradla (o 2G více než v klidu). Směrem dolů, na sedačku, působí stále 1G, v tomto směru se nic nezměnilo.

## Přetížení z pohledu fyziologie člověka

#### Přetížení směrem od nohou k hlavě a naopak
Srdce člověka je přizpůsobeno k životě na Zemi. Překonává účinky gravitace a neustále pumpuje krev proti gravitaci, směrem do mozku. Pokud člověk stojí a působí na něj tíha +1G, tak pokud udělá stoj na rukou, změní se tíha na -1G (relativní změna o 2G). Srdce pak nemusí překonávat gravitaci, ale naopak gravitace pomáhá tlačit krev do mozku, což je nepřirozený stav. Přetížení v tomto směru je nejnebezpečnější a piloti letadel se mu vyhýbají. Už při -2 až -3G se tlak v hlavě, bolest hlavy a tlak za očima, při -5G se dostavuje zmatenost, mozek je výrazně překrven. Tělo může reagovat zpomalením srdečního rytmu, až úplnou zástavou srdce.

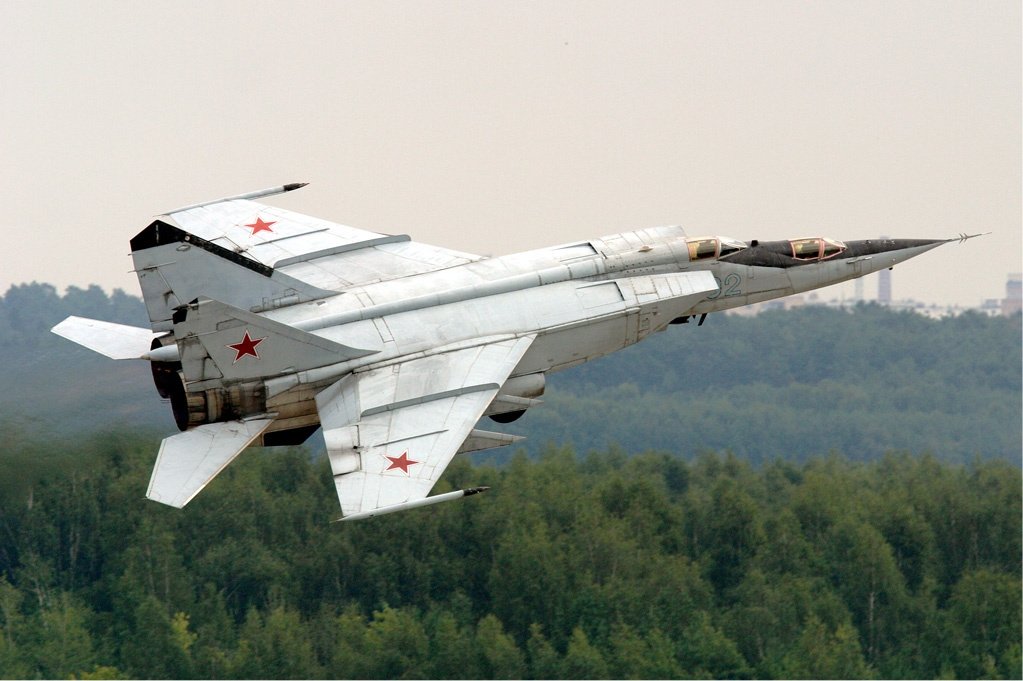
Piloti stíhacích letadel zažívají přetížení v různých směrech téměř neustále. Na obrázku ruský stíhací letoun MiG 25.

Opačné přetížení (směrem k nohám) je snášeno lépe. Krev je tlačena do nohou a naopak mozek se odkrvuje. To může mít za následek poruchy vidění. Nedokrvuje se oční sítnice, obraz zešedne a zúží se zorné pole, což piloti nazývají „grayout“ nebo bílá slepota. Při přetížení +4,5G dochází k dočasné ztrátě vidění nazývané „blackout“. Při +8G nebo vyšší, může dojít ke ztrátě vědomí. V tomto směru využívají piloti anti-G oděv. Ten, pokud senzory zaznamená daný směr přetížení, nafoukne přetlakovým vzduchem nohavice pilota, čímž zabrání nahromadění krve v nohou a krve zůstane více v horní polovině těla. S jeho pomocí lze zvládnout až +18G.

#### Předozadní přetížení
Pokud dochází k přetížení ve směru tlaku na hruď, člověk ztíženě dýchání. Piloti letadel mají k dispozici přetlakový dýchací přístroj, který vhání vzduch do plic a pomáhá tak dýchat. V tom případě je možné snést až +12G. Tento směr přetížení je ale snášen obecně dobře, proto také v raketě sedí kosmonauti při startu hrudí ve směru vzletu. V opačném směru (od zad směrem k hrudníku) ovlivňuje přetížení zejména horším ovládáním končetin.